# Іоанн IV (герцог Гаетанський)
Іоанн IV (†1012), герцог Гаетанський (1008—1012), син герцога Іоанна III, правив разом з батьком з 991, та Емілії.
Був одружений з Сігельгайтою, дочкою неаполітанського дуки Іоанна IV. Залишив сина Іоанна V, який, можливо, народився після його смерті.